# Velatická kultura
Velatická kultura nebo přesněji starší / velatická fáze okruhu středodunajských popelnicových polí byla kultura z doby asi 1250 až 1000 př. Kr. (tedy v mladší době bronzové) na jižní Moravě, jihozápadním Slovensku, v Dolním Rakousku, Burgenlandu a severozápadním Maďarsku. Je pojmenována podle obce Velatice nedaleko Brna.
Vyvinula se přímo ze středodunajské mohylové kultury.
Dělí se na:
- starší stupeň: stupeň Baierdorf-Lednice
- střední stupeň: stupeň Velatice-Očkov
- mladší stupeň: stupeň Oblekovice

## Slovensko
Na Slovensku se vyskytovala v době cca 1250–1000 př. Kr. západně od Váhu.
Významná hradiště velatické kultury jsou Kostolec v obci Ducové, Pohanská nad Plaveckým Podhradím a Devín, významné popelnicové pohřebiště Chotín, Devínska Nová Ves, Zohor a významná je i mohyla v Očkově. Kultura se podobala čakanské kultuře. Jako ona ovládala hraniční území lužické kultury. Je charakterizována mimo jiné jen ojediněle se objevujícími mohylami (zato s bohatými milodary) a kolovými, nejvíce dvouprostorovými stavbami. Rozsáhlá knížecí mohyla v Očkové je vnějším znakem nápadné společenské diferenciace v té době.
Kolem roku 1200 př. Kr. se počet obyvatel na Slovensku snížil, což velmi pravděpodobně souvisí s účastí velatické a sousední čakanské kultury na tzv. stěhování národů bronzové doby. S prvním stěhováním, souvisejícím s útoky tzv. mořských národů ve východním Středomoří (zničení Kréty, mykénské civilizace, boje s Egyptem), které skončily začátkem 12. století před Kr, a asi i příchodem Dórů do Řecka, zřejmě souvisí i (na západním Slovensku) změna uspořádání společnosti, kterou od tehdy vedli vojenští vůdci, z nichž se konstituovala knížata a velmoži.
Po přelomu Reineckeho stupňů Ha A1 a Ha A2 (tedy kolem roku 1100 př. Kr.) se území kultury vylidňuje a ochuzuje, z čehož se usuzuje, že se příslušníci této kultury (snad etnicky identičtí s Praitaliky) zúčastnili druhé vlny velkého stěhování národů bronzové doby. Následující období velatické kultury je základem podolské kultury.